# Elm City Express
Elm City Express é um clube de futebol da cidade de New Haven, Connecticut. Atualmente disputa a National Premier Soccer League. Manda seus jogos no Reese Stadium, estádio da Universidade de Yale. O clube pertence a K2 Soccer S/A, mesmo grupo que administra o Clube Atlético Tubarão.

## História
Fundado por Zack Henry, dono da empresa K2 Soccer S/A, o clube faz sua temporada inaugural na NPSL em 2017.
Já na sua temporada de estreia, a equipe de Connecticut fez história ao ser campeã da National Premier Soccer League, após derrotar o Midland-Odessa FC na final no dia 12 de agosto de 2017 pelo placar de 5x0.

## Títulos
Campeão Invicto
| NACIONAIS      | NACIONAIS                      | NACIONAIS | NACIONAIS  |
|                | Competição                     | Títulos   | Temporadas |
| -------------- | ------------------------------ | --------- | ---------- |
| Estados Unidos | National Premier Soccer League | 1         | 2017       |

## Estatísticas

### Participações
|  | Participações em 2018 |

| Competição     | Competição               | Temporadas | Melhor campanha | Estreia | Última | P | R |
| Estados Unidos | Lamar Hunt U.S. Open Cup | 1          | Estreia (2018)  | 2018    | 2018   |   | – |